# Spielen und Lernen
Spielen und Lernen war eine deutschsprachige, monatlich erscheinende Zeitschrift der Family Media GmbH & Co. KG, die von 1968 bis 2013 erschien. Chefredakteur war Stephan Wessolek.
Eltern sollten in der Zeitschrift durch Tipps zur Gestaltung des Familienlebens und der Erziehung angesprochen werden. Für Kinder war das Heft Spiel mit, mit einer Mischung aus Fotogeschichten, Bastelvorschlägen, Rätseln, Spielen und Erstlese-Texten beigelegt.
Die Zeitschrift Spielen und Lernen wurde im Juni 2013 eingestellt. Grund dafür waren Absatzrückgänge.